# Jim & Jesse
Pour les articles homonymes, voir McReynolds.
Jim & Jesse est le nom d'un groupe américain de musique bluegrass, composé de deux frères originaires de Virginie : Jim McReynolds (1927-2002) et Jesse McReynolds (1929-2023). Le groupe connaît un grand succès à partir des années 1960, et reste très influent par la suite, notamment grâce aux techniques innovantes développée par Jesse à la mandoline: le crosspicking et le split-string. Ils font partie des groupes pionniers du bluegrass et sont le groupe de "brother duet" qui a été actif le plus longtemps dans l'histoire de la musique country, avec 55 ans de carrière.